# Blepharodon mucronatum
Blepharodon mucronatum là một loài thực vật có hoa trong họ La bố ma. Loài này được (Schltdl.) Decne. mô tả khoa học đầu tiên năm 1844.